# Бушан ле Краон
Бушан ле Краон (фр. Bouchamps-lès-Craon) насеље је и општина у западној Француској у региону Лоара, у департману Мајен која припада префектури Шато Гонтје.
По подацима из 2011. године у општини је живело 565 становника, а густина насељености је износила 31,13 становника/km². Општина се простире на површини од 18,15 km². Налази се на средњој надморској висини од 106 метара (максималној 104 m, а минималној 31 m).

## Демографија
| 1962. | 1968. | 1975. | 1982. | 1990. | 1999. | 2011. |
| ----- | ----- | ----- | ----- | ----- | ----- | ----- |
| 514   | 525   | 528   | 518   | 507   | 514   | 565   |

График промене броја становника у току последњих година